# 高石头花
高石头花（学名：Gypsophila altissima）是石竹科石头花属的植物。分布于哈萨克斯坦、俄罗斯、欧洲以及中国大陆的新疆等地，生长于海拔1,350米至2,450米的地区，常生长在山坡、河滩、山谷草地或水沟边，目前尚未由人工引种栽培。

## 别名
高霞草（拉汉种子植物名称）